# Josef Uher
Josef Uher (14. prosince 1880 Podolí – 5. prosince 1908 Brno) byl český učitel a spisovatel. Byl výrazným představitelem bosácké literatury.

## Život
Narodil se v Podolí u Tišnova jako nejstarší syn v rodině chudého domkáře – tkalce. Jediným rodinným majetkem byla kráva, kterou Josef chodil pást; doma též vypomáhal s prací otci. Od roku 1893 chodil pěšky do měšťanky v Tišnově. Po ukončení školy se rozhodl stát se učitelem, aby mohl uniknout z neradostných domácích poměrů. Byl přijat na Učitelský ústav v Brně. Hudbě jej tu učil Leoš Janáček, literaturu bratři Mrštíkové, výtvarnou tvorbu Max Švabinský. Během studií trpěl hladem a nedostatkem, i když si přivydělával básničkami posílaných do moravských časopisů. Po studiích, v jeho 19 letech, se u něj při vojenském cvičení poprvé projevily první příznaky tuberkulózy, chrlení krve. Začal učit na různých místech Brněnska, v říjnu 1900 Židenice, 1901–1903 Babice u Rosic, 1903 Ostrovačice, 1904 Padochov u Oslavan, 1905 Vranov u Brna. Pak onemocněl, na vlastní žádost byl dán na roční dočasný odpočinek. Byl živ jen z honorářů a malé státní podpory. Předčasně ve svých 28 letech, i přes snahu se léčit, zemřel. Pochován je v Brně. Nestačil tak rozvinout své nadání, které se projevilo v povídkové tvorbě. Povídky o vyděděncích společnosti byly ovlivněny steskem nad životem zmařeným chorobou a bídou (později nazváno tzv. bosáckou literaturou).

## Posmrtné ocenění
- Na rodném domku v obci Borač je vzpomínková plaketa od sochaře Macha[5]

## Galerie

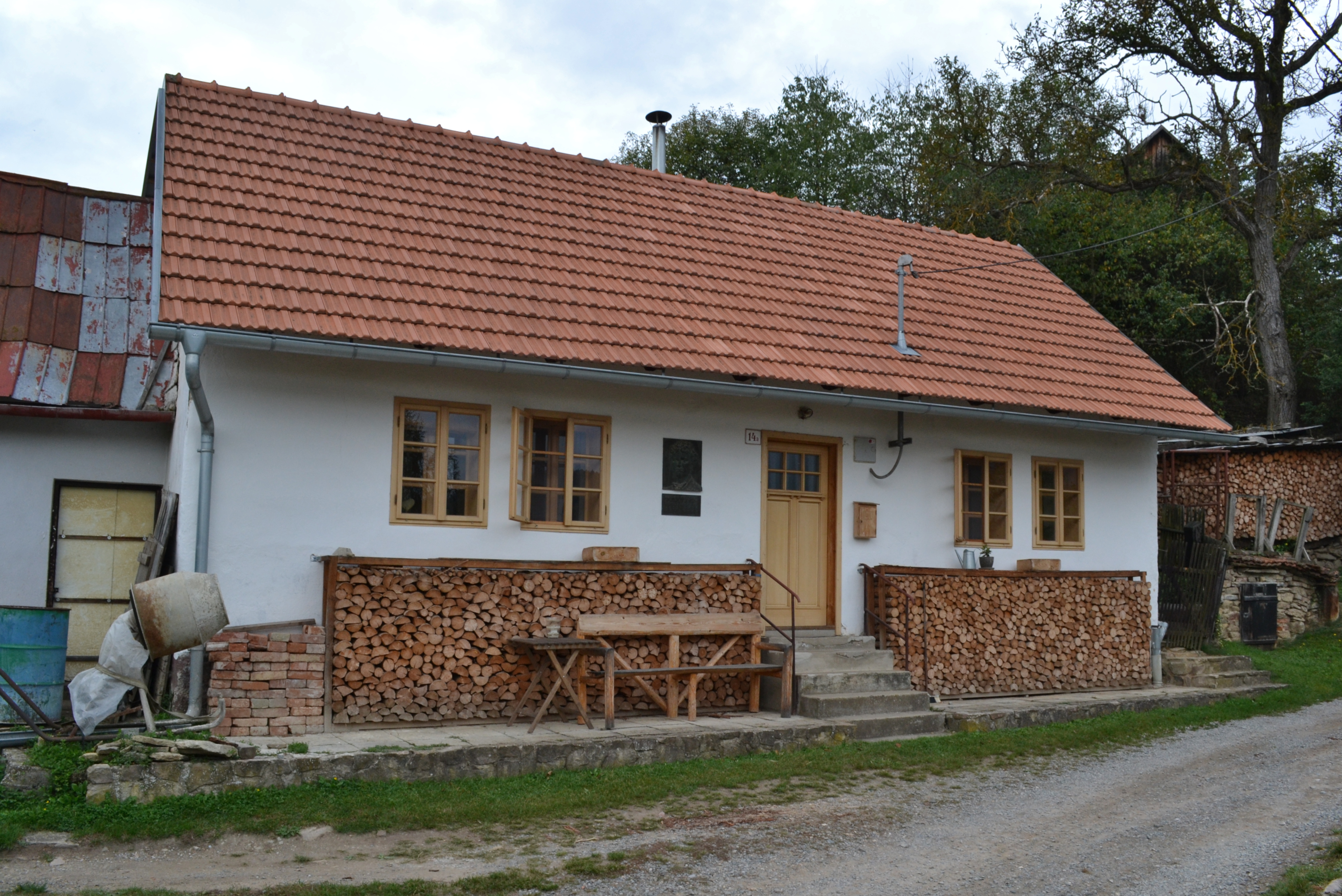
Rodný dům v Borači
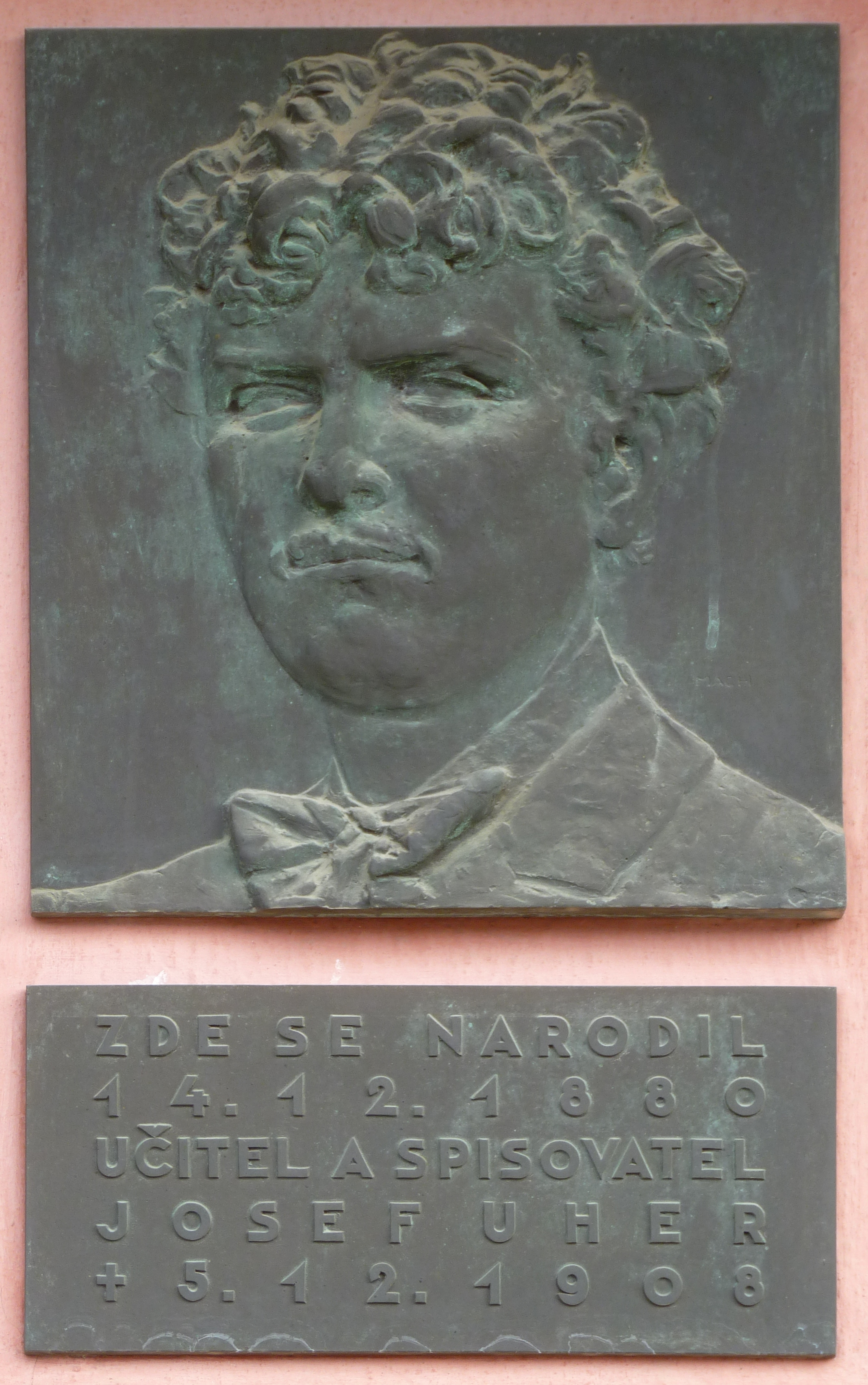
Plaketa na rodném domě v Borači
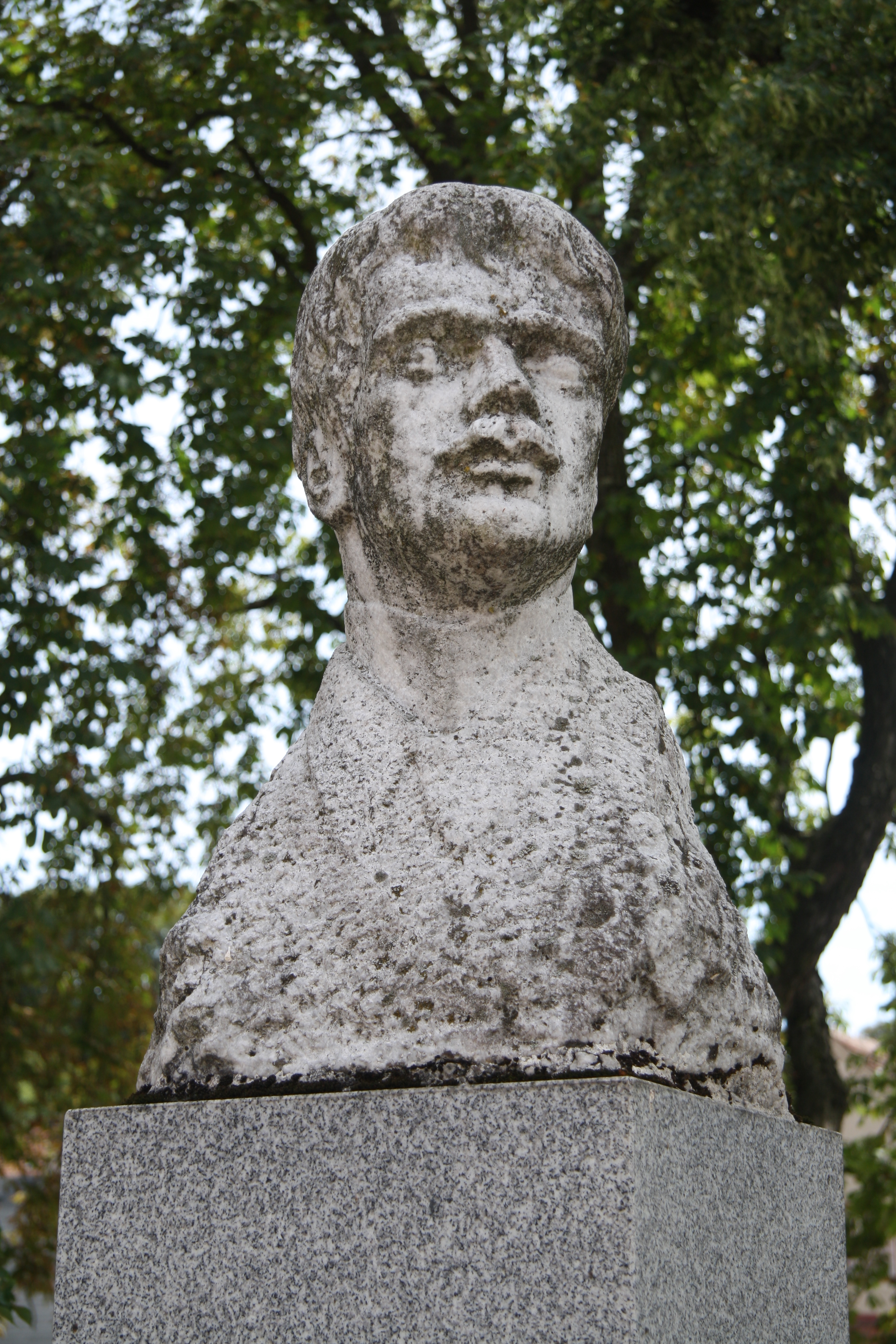
Busta Josefa Uhra v Lomnici

## Literární dílo
- Stín (1901)
- Kapitoly o lidech kočovných (1906)
- Má cesta (1907)
- Dětství a jiné povídky (1909), vydáno posmrtně
- Bratránkové – zůstalo v rukopise